# Paravima propespelunca
Paravima propespelunca is een hooiwagen uit de familie Agoristenidae.